# Подхиби
Подхиби (пол. Podchyby) — село в Польщі, у гміні Мнюв Келецького повіту Свентокшиського воєводства.
Населення — 80 осіб (2011).
У 1975-1998 роках село належало до Келецького воєводства.

## Демографія
Демографічна структура на день 31 березня 2011 року:
|          | Загалом | Допрацездатний вік | Працездатний вік | Постпрацездатний вік |
| -------- | ------- | ------------------ | ---------------- | -------------------- |
| Чоловіки | 43      | 10                 | 28               | 5                    |
| Жінки    | 37      | 8                  | 21               | 8                    |
| Разом    | 80      | 18                 | 49               | 13                   |